# Alex Baldolini
Alex Baldolini (Cesena, 24 gennaio 1985) è un pilota motociclistico italiano.

## Carriera
Comincia la sua carriera sportiva nel 1993 con le minimoto, partecipando a campionati a livello regionale e nazionale. Nel 1999 ha fatto il salto nelle categorie professionistiche, partecipando al campionato Italiano Velocità con una Honda. Nel 2000 finisce quarto in classifica generale del CIV e nello stesso anno debutta nel motomondiale grazie ad una wild card al GP d'Italia a bordo di una Honda, senza ottenere punti. Nel 2001 corre con una Aprilia sia nel campionato italiano, dove conclude ottavo, sia in quello europeo, terminando terzo.
Nel 2002 diventa pilota titolare nel team UGT 3000 - Abruzzo; i compagni di squadra sono Steve Jenkner e Gino Borsoi. Ottiene come miglior risultato un quattordicesimo posto in Giappone e termina la stagione al 34º posto con 2 punti. In questa stagione è costretto a saltare il GP della Repubblica Ceca per infortunio.
Nel 2003 passa alla classe 250, con l'Aprilia RSV 250 del team Matteoni Racing, ottenendo come miglior risultato due decimi posti (Germania e Malesia) e terminando la stagione al 17º posto con 30 punti. Nel 2004 ottiene come miglior risultato un decimo posto in Comunità Valenciana e termina la stagione al 18º posto con 30 punti.
Nel 2005 passa al team Campetella Racing, con compagno di squadra Tarō Sekiguchi, ottenendo come miglior risultato un decimo posto in Catalogna e terminando la stagione al 18º posto con 25 punti.
Nel 2006 torna al team Matteoni, con compagno di squadra Alessio Palumbo, ottenendo come miglior risultato un ottavo posto in Turchia e terminando la stagione al 16º posto con 26 punti. In questa stagione è costretto a saltare i GP di Repubblica Ceca e Malesia per infortunio. Nel 2007 passa al team Kiefer - Bos - Sotin Racing, con compagno di squadra Dirk Heidolf, ottenendo come miglior risultato due tredicesimi posti, in Spagna e Francia) e terminando la stagione al 22º posto con 18 punti.
Nel 2008 torna al team Matteoni, ottenendo come miglior risultato due undicesimi posti (Spagna e Germania) e terminando la stagione al 17º posto con 35 punti. Nel 2009 passa al team WTR San Marino, ottenendo come miglior risultato un ottavo posto in Comunità Valenciana e terminando la stagione al 16º posto con 41 punti. Nel 2010 passa alla nuova categoria Moto2, in sella a una I.C.P. del team Caretta Technology. Ottiene un secondo posto in Portogallo e termina la stagione al 19º posto con 38 punti.
Nel 2011 corre le prime gare in stagione con la Suter MMXI del team NGM Forward Racing fino al Gran Premio della Repubblica Ceca, poi in seguito partecipa con la Kalex Moto2 del team Pons HP 40 ai Gran Premi di Indianapolis, San Marino e Aragona in sostituzione dell'infortunato Axel Pons ed al Gran Premio della Comunità Valenciana con la Moriwaki MD600 del team Desguaces La Torre G22 in sostituzione dell'infortunato Sergio Gadea. Ottiene come miglior risultato un ottavo posto in Portogallo e 18 punti iridati. Sempre nel 2011 disputa la gara finale del campionato Italiano Moto2 conquistando il terzo posto. 
Nel 2012 passa a correre nel campionato mondiale Supersport, ingaggiato dal Power Team by Suriano, che gli affida una Triumph Daytona 675; il compagno di squadra è Vittorio Iannuzzo. Termina settimo in classifica mondiale con 96 punti, con miglior risultato stagionale il terzo posto al GP di Misano. Anche se a pari punti con il sesto classificato (il sudafricano Sheridan Morais), Baldolini si deve accontentare della settima piazza iridata per differenza dei migliori risultati durante l'arco del campionato.
Nel 2013 Baldolini inizia la stagione con la Honda CBR600RR del team Lorini, ma dopo quattro gare rescinde il contratto che lo lega alla squadra e annuncia il suo ritorno al team Suriano Racing, questa volta con una Suzuki GSX-R600; termina la stagione con 34 punti al 17º posto. Nel 2014 partecipa come wild-card ai Gran Premi di Italia, San Marino e Portogallo in sella ad una MV Agusta F3 675 del team ATK Racing. Partecipa inoltre al Gran Premio di Francia come pilota sostitutivo in sella ad una Honda CBR600RR del team Lorini. Non ottiene punti validi per la classifica mondiale. Nella stessa stagione gareggia come pilota titolare nel campionato italiano Supersport dove, con una Suzuki, si classifica al quinto posto. Nel 2015 partecipa come pilota titolare al mondiale Supersport in sella alla MV Agusta del team Race Department ATK#25. Chiude la stagione all'ottavo posto in classifica mondiale con 67 punti.
Il 2016 vede ancora Baldolini tra i piloti titolari nel mondiale Supersport, sempre con MV Agusta e con il team della stagione precedente. In questa stagione è costretto a saltare i Gran Premi di Francia a Magny Cours e Spagna a Jerez a causa di un infortunio allo scafoide rimediato nelle prove del round francese. Chiude la stagione all'ottavo posto con ottanata punti conquistati.
Nel 2017 è nuovamente pilota titolare nel mondiale Supersport, con lo stesso team e la stessa moto della stagione precedente. In questa stagione è costretto a saltare i Gran Premi di Thailandia Aragona e Olanda a causa di un infortunio rimediato nel round asiatico. Il suo posto in squadra, in Aragona, viene preso da Xavier Cardelús. A partire dal Gran Premio di Francia a Magny-Cours, pur rimanendo nello stesso team, cambia moto, passa infatti a guidare la Yamaha YZF-R6. Si piazza trentunesimo posto in classifica piloti con otto punti ottenuti, al termine della stagione decide di abbandonare temporaneamente le corse per riprendersi completamente dall'infortunio. Nel 2018, a partire dal Gran Premio di Repubblica Ceca sostituisce Kyle Smith alla guida della Honda CBR600RR del Gemar Team Lorini nel mondiale Supersport. Ottiene un punto che gli consente, a fine stagione, di chiudere trentasettesimo in classifica piloti.

## Risultati in gara

### Motomondiale
| 2000 | Classe | Moto  |  |  |  |  |  |    |  |  |  |  |  |  |  |  |  |  |  |  | Punti | Pos. |
| ---- | ------ | ----- |  |  |  |  |  | -- |  |  |  |  |  |  |  |  |  |  |  |  | ----- | ---- |
| 2000 | 125    | Honda |  |  |  |  |  | 24 |  |  |  |  |  |  |  |  |  |  |  |  | 0     |      |

| 2002 | Classe | Moto    |    |    |    |     |    |    |    |    |    |    |     |     |    |    |    |     |  |  | Punti | Pos. |
| ---- | ------ | ------- | -- | -- | -- | --- | -- | -- | -- | -- | -- | -- | --- | --- | -- | -- | -- | --- |  |  | ----- | ---- |
| 2002 | 125    | Aprilia | 14 | 20 | 21 | Rit | 19 | 20 | 21 | 18 | 19 | NQ | Rit | Rit | 26 | 23 | 20 | Rit |  |  | 2     | 34º  |

| 2003 | Classe | Moto    |     |    |    |    |     |     |    |    |    |     |    |     |    |    |     |     |  |  | Punti | Pos. |
| ---- | ------ | ------- | --- | -- | -- | -- | --- | --- | -- | -- | -- | --- | -- | --- | -- | -- | --- | --- |  |  | ----- | ---- |
| 2003 | 250    | Aprilia | Rit | 12 | 12 | 13 | Rit | Rit | 14 | 17 | 10 | Rit | 14 | Rit | 13 | 10 | Rit | Rit |  |  | 30    | 17º  |

| 2004 | Classe | Moto    |     |    |    |     |    |    |     |     |    |     |     |     |    |    |     |    |  |  | Punti | Pos. |
| ---- | ------ | ------- | --- | -- | -- | --- | -- | -- | --- | --- | -- | --- | --- | --- | -- | -- | --- | -- |  |  | ----- | ---- |
| 2004 | 250    | Aprilia | Rit | 11 | 15 | Rit | 12 | 11 | Rit | Rit | 12 | Rit | Rit | Rit | 18 | 11 | Rit | 10 |  |  | 30    | 18º  |

| 2005 | Classe | Moto    |    |     |    |    |     |    |     |    |    |     |    |    |     |    |     |    |    |  | Punti | Pos. |
| ---- | ------ | ------- | -- | --- | -- | -- | --- | -- | --- | -- | -- | --- | -- | -- | --- | -- | --- | -- | -- |  | ----- | ---- |
| 2005 | 250    | Aprilia | 13 | Rit | 13 | 13 | Rit | 10 | Rit | NE | 13 | Rit | 23 | 14 | Rit | 20 | Rit | 11 | 18 |  | 25    | 18º  |

| 2006 | Classe | Moto    |     |     |   |    |    |     |     |    |    |    |    |    |    |    |    |     |    |  | Punti | Pos. |
| ---- | ------ | ------- | --- | --- | - | -- | -- | --- | --- | -- | -- | -- | -- | -- | -- | -- | -- | --- | -- |  | ----- | ---- |
| 2006 | 250    | Aprilia | Rit | Rit | 8 | 14 | 19 | Rit | Rit | 11 | 16 | 11 | NE | NQ | NP | 18 | 14 | Rit | 12 |  | 26    | 16º  |

| 2007 | Classe | Moto    |    |    |    |     |    |    |    |    |    |    |    |     |     |     |     |     |    |    | Punti | Pos. |
| ---- | ------ | ------- | -- | -- | -- | --- | -- | -- | -- | -- | -- | -- | -- | --- | --- | --- | --- | --- | -- | -- | ----- | ---- |
| 2007 | 250    | Aprilia | 17 | 13 | 14 | Rit | 13 | 14 | 18 | 14 | 19 | 14 | NE | Rit | Rit | Rit | Rit | Rit | 14 | 14 | 18    | 22º  |

| 2008 | Classe | Moto    |     |    |    |     |    |    |    |     |    |    |    |    |     |    |    |    |    |    | Punti | Pos. |
| ---- | ------ | ------- | --- | -- | -- | --- | -- | -- | -- | --- | -- | -- | -- | -- | --- | -- | -- | -- | -- | -- | ----- | ---- |
| 2008 | 250    | Aprilia | Rit | 11 | 12 | Rit | 16 | 12 | 13 | Rit | 14 | 11 | NE | 15 | Rit | AN | 16 | 12 | 13 | 12 | 35    | 17º  |

| 2009 | Classe | Moto    |    |     |     |     |    |    |    |    |    |    |     |    |    |    |     |   |   |  | Punti | Pos. |
| ---- | ------ | ------- | -- | --- | --- | --- | -- | -- | -- | -- | -- | -- | --- | -- | -- | -- | --- | - | - |  | ----- | ---- |
| 2009 | 250    | Aprilia | 15 | Rit | Rit | Rit | 11 | 13 | 13 | NE | 11 | 16 | Rit | 12 | 13 | 14 | Rit | 9 | 8 |  | 41    | 16º  |

| 2010 | Classe | Moto   |    |    |    |    |     |    |     |    |    |    |    |     |     |     |    |    |   |    | Punti | Pos. |
| ---- | ------ | ------ | -- | -- | -- | -- | --- | -- | --- | -- | -- | -- | -- | --- | --- | --- | -- | -- | - | -- | ----- | ---- |
| 2010 | Moto2  | I.C.P. | 12 | 32 | 14 | 13 | Rit | 16 | Rit | 11 | NE | 17 | 16 | Rit | Rit | Rit | 12 | 20 | 2 | 17 | 38    | 19º  |

| 2011 | Classe | Moto               |    |     |   |     |    |    |    |     |    |    |     |    |     |    |  |  |  |    | Punti | Pos. |
| ---- | ------ | ------------------ | -- | --- | - | --- | -- | -- | -- | --- | -- | -- | --- | -- | --- | -- |  |  |  | -- | ----- | ---- |
| 2011 | Moto2  | Suter e Pons Kalex | 28 | Rit | 8 | Rit | 13 | 14 | 11 | Rit | 17 | NE | Rit | 34 | Rit | 22 |  |  |  | 19 | 18    | 27º  |

| Legenda | 1º posto        | 2º posto            | 3º posto            | A punti      | Senza punti        | Grassetto – Pole position Corsivo – Giro più veloce |
| Legenda | Gara non valida | Non qual./Non part. | Ritirato/Non class. | Squalificato | '-' Dato non disp. | Grassetto – Pole position Corsivo – Giro più veloce |

### Campionato mondiale Supersport
| 2012 | Moto    |   |    |   |   |    |   |     |     |   |    |   |   |   |  | Punti | Pos. |
| ---- | ------- | - | -- | - | - | -- | - | --- | --- | - | -- | - | - | - |  | ----- | ---- |
| 2012 | Triumph | 8 | 11 | 5 | 6 | 12 | 3 | Rit | Rit | 8 | 11 | 5 | 8 | 6 |  | 96    | 7º   |

| 2013 | Moto           |    |    |     |    |    |    |   |    |    |    |    |    |     |  | Punti | Pos. |
| ---- | -------------- | -- | -- | --- | -- | -- | -- | - | -- | -- | -- | -- | -- | --- |  | ----- | ---- |
| 2013 | Honda e Suzuki | 15 | 11 | Rit | 17 | 15 | 13 | 9 | AN | 14 | 11 | 12 | 10 | Rit |  | 34    | 17º  |

| 2014 | Moto              |  |  |  |     |  |  |    |     |  |     |  |  |  |  | Punti | Pos. |
| ---- | ----------------- |  |  |  | --- |  |  | -- | --- |  | --- |  |  |  |  | ----- | ---- |
| 2014 | MV Agusta e Honda |  |  |  | Rit |  |  | 19 | Rit |  | Rit |  |  |  |  | 0     |      |

| 2015 | Moto      |   |   |   |   |     |     |     |   |    |   |    |   |  |  | Punti | Pos. |
| ---- | --------- | - | - | - | - | --- | --- | --- | - | -- | - | -- | - |  |  | ----- | ---- |
| 2015 | MV Agusta | 7 | 9 | 6 | 9 | Rit | Rit | Rit | 5 | 10 | 7 | NP | 8 |  |  | 67    | 8º   |

| 2016 | Moto      |   |   |     |   |   |   |   |   |    |    |     |    |  |  | Punti | Pos. |
| ---- | --------- | - | - | --- | - | - | - | - | - | -- | -- | --- | -- |  |  | ----- | ---- |
| 2016 | MV Agusta | 6 | 6 | Rit | 5 | 4 | 9 | 7 | 6 | 12 | NP | Inf | 10 |  |  | 80    | 8º   |

| 2017 | Moto               |    |     |     |     |     |    |     |     |    |    |     |    |  |  | Punti | Pos. |
| ---- | ------------------ | -- | --- | --- | --- | --- | -- | --- | --- | -- | -- | --- | -- |  |  | ----- | ---- |
| 2017 | MV Agusta e Yamaha | 13 | Inf | Inf | Inf | Rit | 16 | Inf | Rit | NP | 14 | Rit | 13 |  |  | 8     | 31º  |

| 2018 | Moto  |  |  |  |  |  |  |    |     |  |  |  |  |  |  | Punti | Pos. |
| ---- | ----- |  |  |  |  |  |  | -- | --- |  |  |  |  |  |  | ----- | ---- |
| 2018 | Honda |  |  |  |  |  |  | 15 | Rit |  |  |  |  |  |  | 1     | 37º  |

| Legenda | 1º posto        | 2º posto            | 3º posto           | A punti      | Senza punti        | Grassetto – Pole position Corsivo – Giro più veloce |
| Legenda | Gara non valida | Non qual./Non part. | Ritirato/Non class | Squalificato | '-' Dato non disp. | Grassetto – Pole position Corsivo – Giro più veloce |